# Kate Liu
Pour les articles homonymes, voir Liu.
Kate Liu, née à Singapour le 23 mai 1994, est une pianiste américaine d'origine  chinoise.

## Biographie
Kate Liu a commencé à jouer du piano à l'âge de 4 ans et est installée avec sa famille à Chicago aux États-Unis depuis l'âge de 8 ans. Elle prépare depuis 2012 son diplôme de bachelor au Curtis Institute of Music de Philadelphie, sous la direction de Robert McDonald, après avoir été scolarisée au Music Institute of Chicago (en) sous la direction d'Emilio del Rosario, Micah Yui et Alan Chow.
Deux fois bénéficiaire d'une bourse de la Fondation américaine Chopin (en) (2011 et 2012), elle a donné des récitals à New York (notamment à Carnegie Hall, Subculture Arts Underground, Salmagundi Club, Temple Emanu-El et à Washington (Kennedy Center, The Phillips Collection), pour la télévision (WTTW (en) Chicago) et la radio (« From the Top » programme à la radio publique américaine et d'un programme diffusé par la radio WFMT de Chicago).
Au Chicago Symphony Center, elle a joué la Fantaisie en fa mineur de Schubert à quatre mains avec le pianiste chinois Lang Lang. Elle a joué également avec les orchestres de Daegu (Corée du Sud), de Montréal, de Cleveland, Hilton Head, Evanston (Evanston Symphony Orchestra), Skoki Valley (en) et Rochester.

## Récompenses
Elle a remporté plusieurs prix lors de concours musicaux internationaux de haut niveau comme :
- 2009 : Concours international de piano de Louisiane - premier prix dans la catégorie junior[3],
- 2010 : New York International Piano Competition (en) - premier prix,
- 2011 : Thomas & Evon Cooper International Competition (en) Oberlin College à Cleveland - 3e prix,
- 2012 : Eastman Young Artist International Piano Competition à Rochester - 3e prix,
- 2014 : Concours musical international de Montréal[4] - finaliste,
- 2015 : 3e Concours international Chopin Asie-Pacifique  à Daegu[5] - premier prix.
- 2015 : 17e Concours international de piano Frédéric-Chopin (2015) - troisième prix (médaille de bronze) et prix spécial décerné par Polskie Radio pour la meilleure mazurka[6].